# He Chong
Dans ce nom chinois, le nom de famille, He, précède le nom personnel.
He Chong (né le 10 juin 1987 à Zhanjiang) est un plongeur chinois, champion olympique de plongeon.

## Biographie
C'est le frère aîné de He Chao.

## Palmarès

### Jeux olympiques
- Jeux olympiques de 2008 à Pékin (Chine) :
  -  Médaille d'or du tremplin à 3 mètres.

- Jeux olympiques de 2012 à Londres (Royaume-Uni) :
  -  Médaille de bronze du tremplin à 3 mètres.

### Championnats du monde
- Championnats du monde 2005 à Montréal (Canada) :
  -  Médaille d'or du plongeon synchronisé à 3 mètres avec Wang Feng.
  -  Médaille de bronze du tremplin à 3 mètres.

- Championnats du monde 2007 à Melbourne (Australie) :
  -  Médaille d'argent du tremplin à 1 mètre.

- Championnats du monde 2009 à Rome (Italie) :
  -  Médaille d'or du tremplin à 3 mètres.

- Championnats du monde 2011 à Shanghai (Chine) :
  -  Médaille d'or du tremplin à 3 mètres.

- Championnats du monde 2013 à Barcelone (Espagne) :
  -  Médaille d'or du tremplin à 3 mètres.
  -  Médaille d'or du plongeon synchronisé à 3 mètres avec Qin Kai.

### Jeux asiatiques
- Jeux asiatiques de 2006 à Doha (Qatar) :
  -  Médaille d'or du plongeon synchronisé à 3 mètres avec Wang Feng.
  -  Médaille d'or du tremplin à 3 mètres.

- Jeux asiatiques de 2010 à Canton (Chine) :
  -  Médaille d'or du tremplin à 3 mètres.